# Поссиденте Маркони, Пиндаро
Пи́ндаро Поссиденте Маркони (порт.-браз. Píndaro Possidente Marconi; 12 марта 1925, Санту-Антониу-ди-Падуа — 7 августа 2008, Рио-де-Жанейро), в некоторых источниках Пи́ндаро Поссидонти Маркони (порт.-браз. Píndaro Possidonti Marconi) — бразильский футболист, центральный защитник.

## Карьера
Пиндаро начал карьеру в 1939 году в клубе «Падуано». С 1944 года он стал играть за основной состав команды. В 1948 году Пиндаро перешёл в клуб «Флуминенсе». Он дебютировал 15 декабря в матче с «Сеарой» (5:1), где заменил по ходу матча Элвио Питейру. В клубе Пиндаро сформировал трио обороны команды вместе с вратарём Карлосом Кастильо и вторым центральным защитником Карлосом Пиньейро, прозванную «Святая троица Триколор». В 1949 году футболист был вызван в стан сборной Бразилии для подготовке к чемпионату мира. Главный тренер команды Флавио Коста видел Пиндаро на позиции левого защитника, при этом рассматривая его в качестве дублёра Нилтона Сантоса. Это очень не нравилось игроку, который после шести матчей, где он ни разу не вышел на поле, всего за несколько месяцев до начала турнира попросил уйти из расположения сборной и не участвовать в мундиале. Несмотря на недоумение Конфедерации спорта Бразилии, на мировое первенство Пиндаро так и не поехал.
Флавио был очень трудным человеком, и он думал, что может абсолютно всё. Со мной так не получалось. Я всегда уважал всех и требовал такого же уважения к себе. Я понял, что здесь не моя территория и просто решил уйти, оставив его полосу свободной. И я ни разу об этом не пожалел. Но конечно обидно, что команда не завоевала титул.Пиндаро
В 1951 году Пиндаро выиграл свой первый трофей — чемпионат штата Рио-де-Жанейро, а годом позже отпраздновал победу в Кубке Рио. С 1948 по 1955 год он являлся капитаном «Флуминенсе». В 1956 году заканчивался контракт футболиста. Ему предложили новые условия продления — договор на год с половиной от текущей заработной платы. Клуб таким образом пытался избавиться от рисков долгосрочного контракта с возрастным футболистом. Самому Пиндаро это очень не понравилось: прочитав договор, он просто бросил эту бумагу на стол и ушёл из офиса, завершив игровую карьеру. Всего за клуб защитник сыграл 256 матчей (139 побед, 51 ничья и 66 поражений). Последним матчем Пиндаро в составе «Флуминенсе» стала встреча с командой «Моториста» 13 ноября 1955 года (8:1).
Завершив игровую карьеру, Пиндаро, спустя несколько лет, стал тренером в академии «Флуминенсе». Помимо этого он был владельцем аптеки, проработавшей несколько десятилетий. Любопытно, что владение аптеками было семейной традицией: и отец, и все его пять братьев владели аптеками. Позже Пиндаро купил шахту. В августе 2008 года он был госпитализирован и 7 августа скончался в больнице Евангелико в Рио-де-Жанейро вследствие полиорганной недостаточности. Его тело было кремировано, а прах захоронен в Мемориале Карму.

## Достижения

### Командные
- Чемпион штата Рио-де-Жанейро: 1951
- Обладатель Кубка Рио: 1952
- Победитель турнира Начала чемпионата Рио-де-Жанейро: 1954, 1956

### Личные
- Обладатель премии Белфорта Дуарте[порт.]

## Личная жизнь
Пиндаро был женат на Марии де Граса Линьярес, дочери политика Алтиво Линьяреса.